# Església Unitària de Transsilvània
L'Església unitària de Transsilvània (en hongarès: Erdélyi Unitárius Egyház; en romanès: Biserica Unitariană din Transilvania) és una església de la denominació unitària, amb seu a la ciutat de Cluj, Transsilvània (Romania). Fundada el 1568 al Principat de Transsilvània, té un seguiment majoritari hongarès, i és una de les 18 confessions religioses reconegudes oficialment per l'estat romanès.
Els unitaris transsilvans i hongaresos representen l'única branca de l'unitarisme que no ha adoptat una política congregacionalista i continua sent quasi episcopal; l'església presbiteriana no subscriptora irlandesa, un cos diferent estretament relacionat amb l'unitarisme, té una estructura presbiteriana. L'Església unitària de Transsilvània està administrada per un bisbe i dos curadors generals, dividida en cinc arxiprestats. Des del març del 2009, el seu bisbe és el rev. Ferenc Bálint Benczédi. L'Església, que utilitza l'hongarès com a llengua litúrgica, també avala i ensenya un catecisme.
Juntament amb l'Església Reformada Calvinista i les dues esglésies luteranes de Romania (l'Església Evangèlica Luterana i l'Església Evangèlica de la Confessió d'Augustes), la comunitat unitària dirigeix l'Institut Teològic Protestant de Cluj, on l'unitarisme està representat per una secció diferent. A més, té dues institucions educatives teològiques de batxillerat.

## Demografia

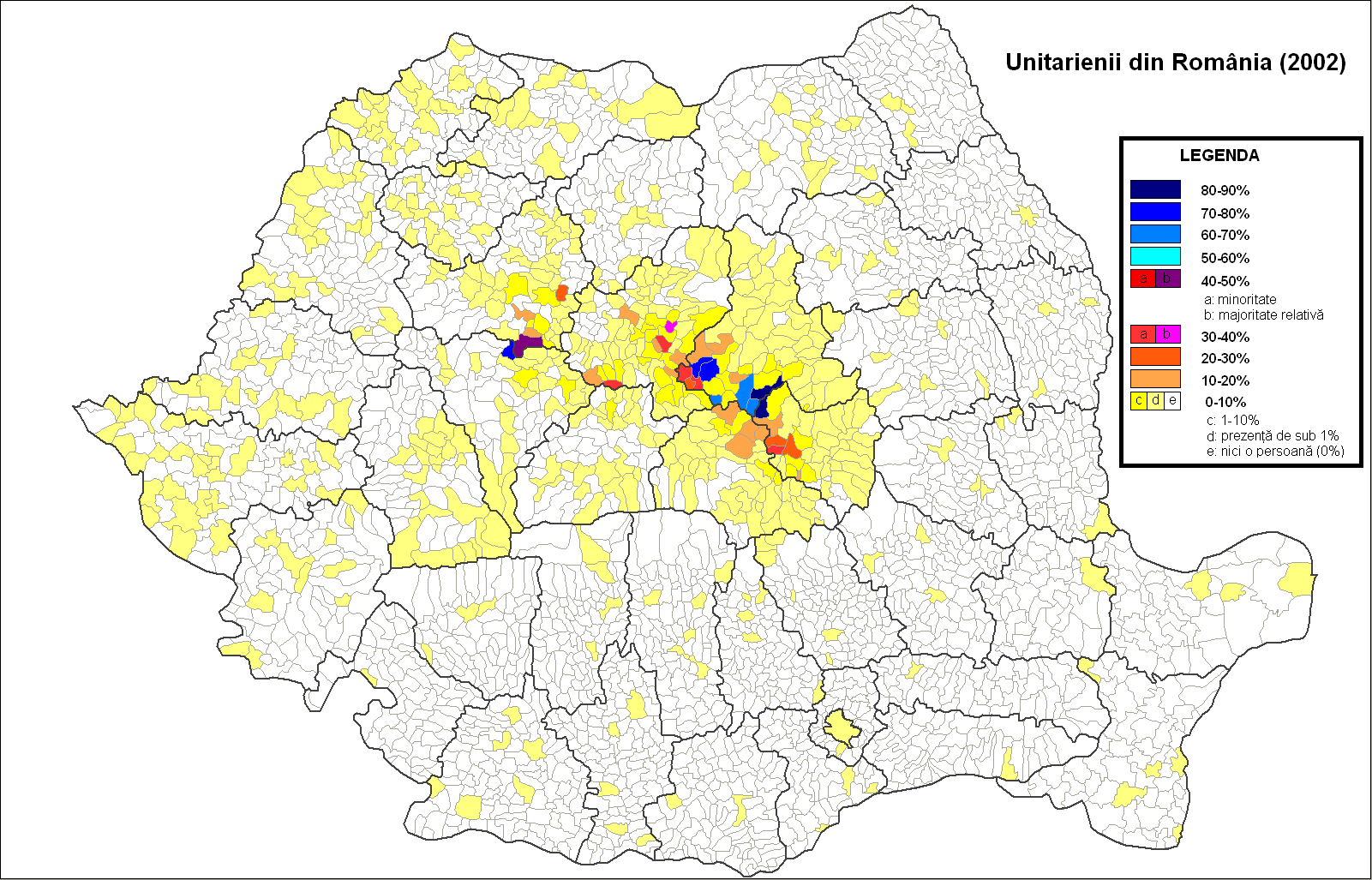
Unitaris a Romania (cens 2002)

Segons els resultats del cens del 2002, hi ha 66.846 ciutadans romanesos de fe unitària (0,3% de la població total). Els funcionaris de l'església situen el nombre de creients en 80.000-100.000. Del total de la minoria hongaresa, els unitaris representen el 4,55%, sent el tercer grup confessional després dels membres de l'església reformada a Romania (47,10%) i dels catòlics romans (41,20%). Des del 1700, l'Església unitària compta amb 125 parròquies — el 2006, a Romania hi havia 110 sacerdots unitaris i 141 llocs de culte.
La gran majoria dels seguidors de l'església viuen a Transsilvània, principalment entre Sighişoara (Segesvár) i Odorheiu Secuiesc (Székelyudvarhely), més o menys al voltant de Dârjiu (Székelyderzs). L'església unitària és especialment forta a Dârjiu, Atid (Etéd), Cristuru Secuiesc (Székelykeresztúr), Feliceni (Felsőboldogfalva), Inlăceni (Énlaka) i Mugeni (Bögöz), on els unitaris constitueixen una gran majoria de la població. Totes aquestes localitats es troben a l'angle sud-oest del comtat de Harghita, a excepció de Sighişoara, que es troba immediatament fora d'aquesta zona, a l'angle sud-est del comtat de Mureş.

## Història

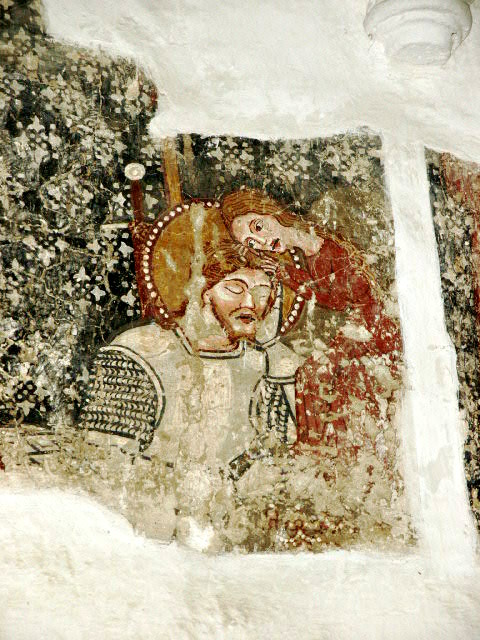
Fresco preunitari de l'església de Dârjiu

L'Església unitària va ser reconeguda per primer cop per l'edicte de Torda, emès per la dieta transilvana sota el seu príncep unitari Joan II Sigismund Zápolya (gener de 1568), i va ser dirigit per primera vegada per Ferenc Dávid (antic bisbe calvinista, que havia començat a predicar) la nova doctrina el 1566). Al principi, l'Església unitària va tenir èxits notables: incloïa 425 parròquies, va fer ús de la monumental església de Sant Miquel de Cluj-Napoca i va atreure en gran nombre membres de la comunitat székely de Transilvania oriental.
L'Església va atreure sospites de totes les altres religions establertes, tant catòliques com protestants, ambdós camps ho consideraven herètic. Després de l'empresonament de Dávid i la mort detinguda el 1579, la institució va entrar en un període de decadència. L'església de Transsilvània va rebre molts refugiats després de l'expulsió dels germans polonesos socinians de Polònia el 20 de juliol de 1658 i va mantenir el contacte amb les comunitats disperses de germans polonesos als Països Baixos i Lituània.
Andrzej Wiszowaty Jr., besnét de Fausto Sozzini, va ser un dels exiliats polonesos que va ensenyar al Col·legi Unitari de Cluj-Napoca, en el període de la dècada de 1730, quan l'església va ser reorganitzada i reforçada per Mihály Lombard de Szentábrahám, autor de la declaració oficial de fe de l'església, la Summa Universae Theologiae Christianae secundum Unitarios.
Després de la Unió de Transsilvània amb Romania al final de la Primera Guerra Mundial, es van establir congregacions unitàries a les regions de l'Antic Regne : la primera església unitària a Bucarest es va fundar el 1933 (el seu edifici va ser enderrocat posteriorment). Durant la Segona Guerra Mundial, quan Hongria va governar el nord de Transsilvània, l'església, en un esforç per demostrar la seva devoció a la ideologia oficial de l'Estat, va participar en activitats antisemites, tot i haver acceptat prèviament molts conversos d'origen jueu.
Els unitaris nord-americans i britànics van prendre consciència de la supervivència de l'Església unitària a Transsilvània després de la visita d' Alexander Farkas a Pennsilvània el 1831 i la publicació del seu Compte dels unitaris de Transsilvània, que es va comunicar en llatí al secretari de l'unitari britànic i estranger. Association i publicada a The Unitarian advocate and miscel·lània religiosa el 1832. El 5 de juny de 1899, l'Associació Unitària Americana va enviar una carta al bisbe Jozsef Ferencz de l'Església Unitària de Transsilvània convidant els líders de l'església a la primera conferència de l'Associació Internacional per la Llibertat Religiosa (IARF) del 1900. A excepció del 1920, els líders unitaris de Transilvania han estat presents a tots els congressos de l'IARF i, el maig de 1975, les autoritats comunistes li van permetre donar la benvinguda al Comitè Executiu de l'IARF a la ciutat de Cluj-Napoca. El 1994 es va celebrar la Conferència Europea IARF al mateix lloc. L'Església Unitària de Transilvania també és membre fundador del Consell Internacional dels Unitaris i Universalistes.
El 2016, el bisbe adjunt va anunciar el seu suport al matrimoni homosexual. El 2018, l'òrgan de govern de l'església va votar només per beneir els matrimonis reconeguts per l'estat, actualment només els matrimonis heterosexuals, però va votar per permetre als membres individuals expressar les seves pròpies opinions sobre el matrimoni.

## Esglésies
La localitat de Dârjiu és la llar d'una església fortificada del segle xiii, reformada posteriorment com a unitària, que figura a la llista del patrimoni mundial de la UNESCO. Els murals, que es remunten al període catòlic romà, mostren la llegenda del rei Ladislau I d'Hongria: els cumans van irrompre al Regne d'Hongria. El duc Ladislau, juntament amb el seu cosí el rei Salomó, van anar contra ells i van alliberar de les mans d'un Cuman una nena que es creia filla d'un noble hongarès. Altres pintures murals de la regió es poden trobar a les esglésies unitàries de Mugeni, Crăciunel i d'altres més petites a Rugăneşti i Cristuru Secuiesc.

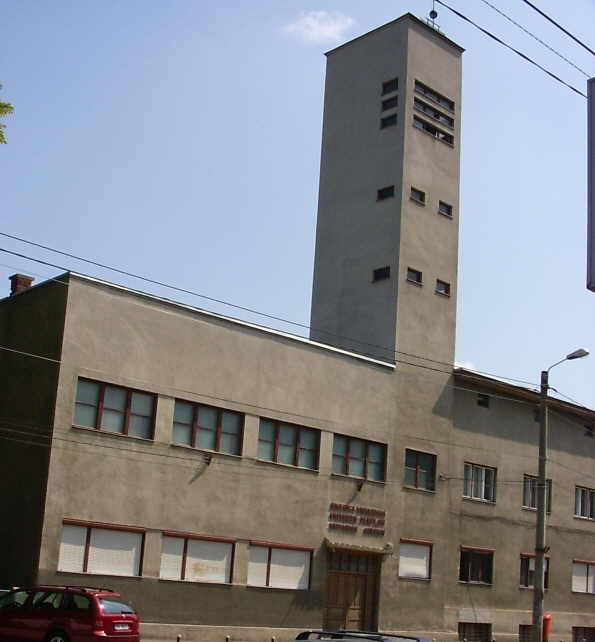
L'Església Unitària a Braşov
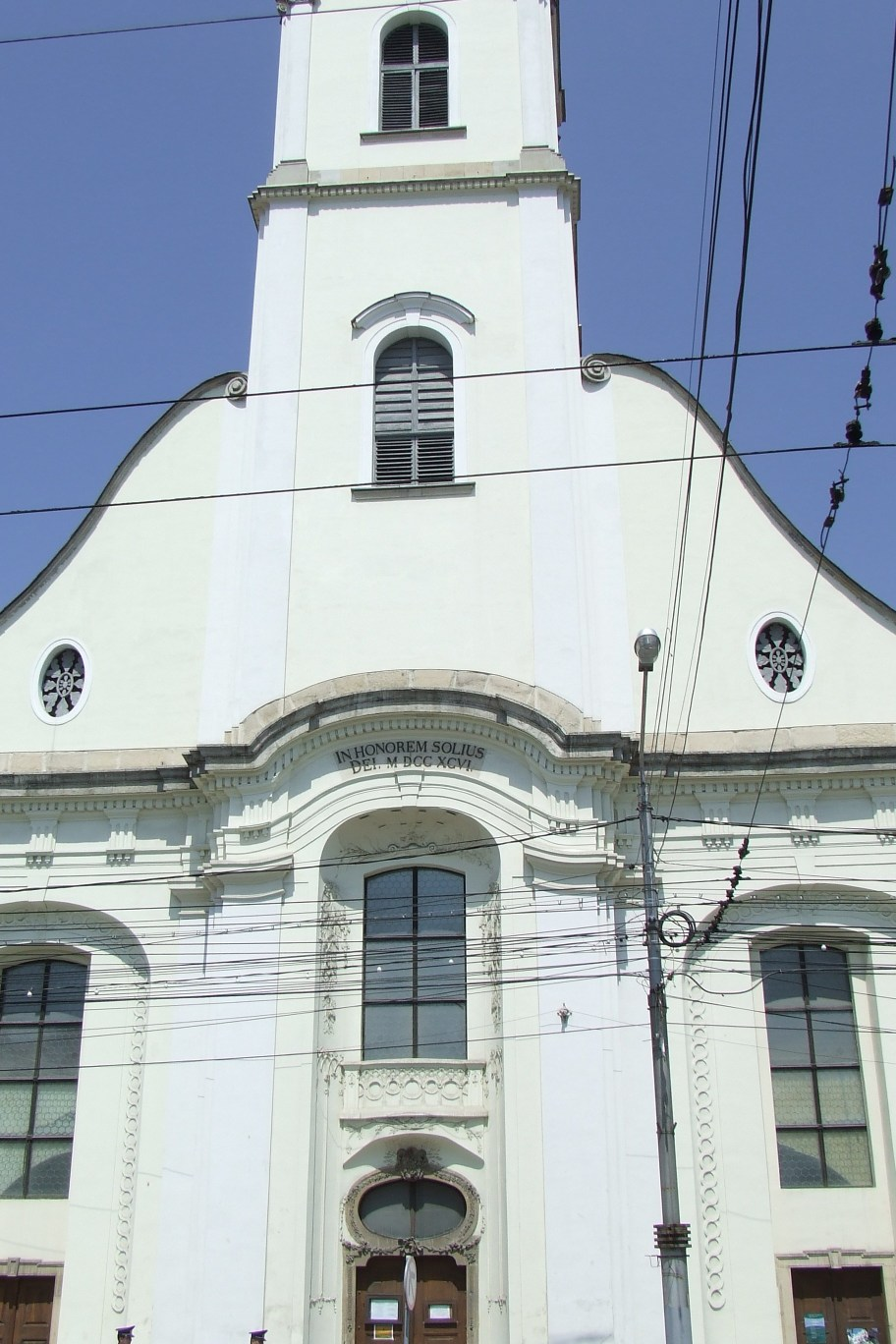
L'Església unitària a Cluj-Napoca
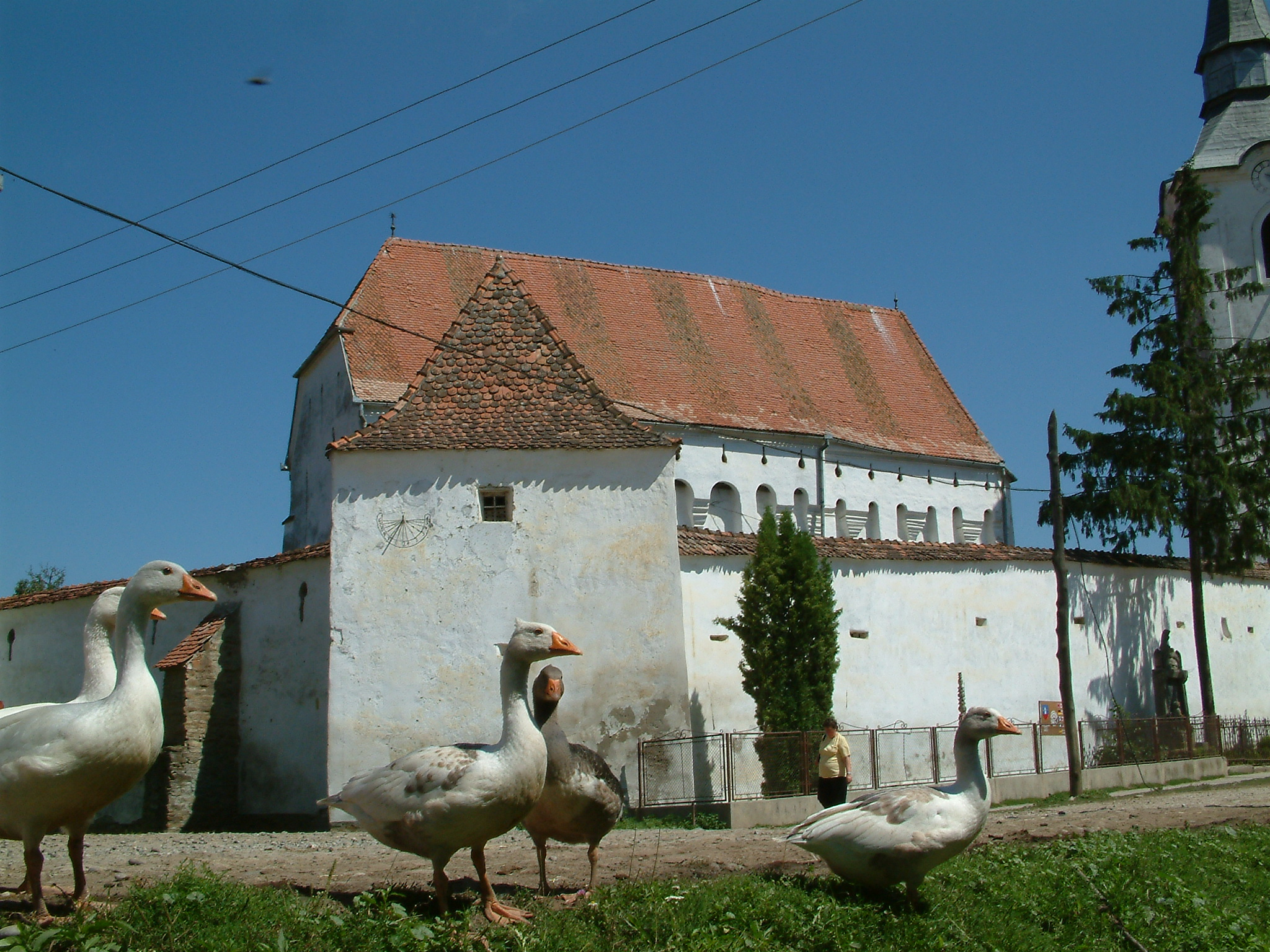
L'Església unitària a Dârjiu
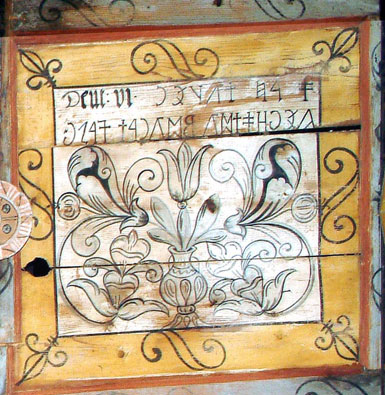
Sostre de l'església unitària a Inlăceni, amb una declaració feta en escriptura hongaresa antiga
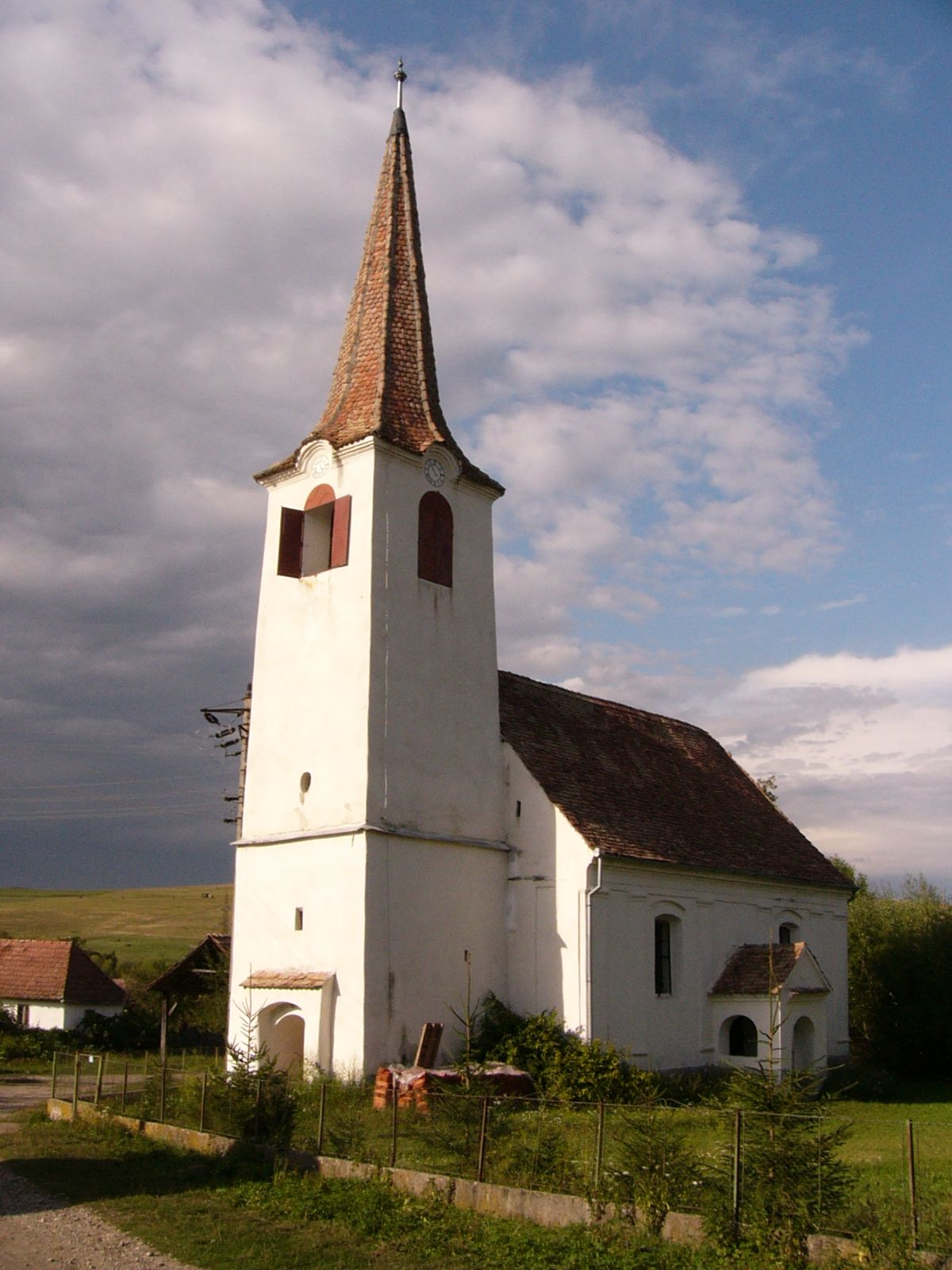
L'església unitària a Şimoneşti